# Sekretariat Ugrupowań Centroprawicowych
Sekretariat Ugrupowań Centroprawicowych – porozumienie ugrupowań prawicowych działające w latach 1993–1995, jedna z licznych latach 90. inicjatyw jednoczenia pozaparlamentarnej prawicy.

## Historia
SUC powstał 14 października 1993, początkowo akces zgłosiły również średnie ugrupowania, które w wyniku wyborów parlamentarnych znalazły się poza parlamentem, w tym PSL-PL i PC. Ostatecznie nową inicjatywę tworzyły małe ugrupowania, tj. Chrześcijańsko-Demokratyczne Stronnictwo Pracy, Porozumienie Regionalne RdR (przekształcone w Zjednoczenie Polskie), Ruch Trzeciej Rzeczypospolitej, Konfederacja Republikanów i Stronnictwo Wierności Rzeczypospolitej.
W 1994 opracowano program gospodarczy noszący nazwę „Nowy Ład Gospodarczy”. Podstawową tezą programu był program powszechnego uwłaszczenia oparty na zasadach rynkowych przy pomocy bonów, oraz reforma naczelnych organów państwa oraz finansów.
W 1994 opracowano program gospodarczy noszący nazwę Nowy Ład Gospodarczy. Podstawową tezą programu był program tzw. powszechnego uwłaszczenia oparty przy pomocy bonów, reforma naczelnych organów państwa oraz finansów, a także reprywatyzacja. SUC współpracował z „Solidarnością”, wspierał związek w przygotowaniu tzw. obywatelskiego projektu konstytucji. Koalicja odrzucała współpracę z Unią Wolności, współpracowała natomiast z KPN i PSL. Partie skupione w Sekretariacie Ugrupowań Centroprawicowych brały udział w tworzeniu porozumienia w ramach Konwentu Świętej Katarzyny w 1995.